# Ceroplastes alamensis
Ceroplastes alamensis  (лат.) — вид полужесткокрылых насекомых-кокцид рода Ceroplastes из семейства ложнощитовки (Coccidae).

## Распространение
Азия: Индия.

## Описание
Питаются соками таких растений, как Fabaceae: Dalbergia sissoo. 
.
Таксон Ceroplastes alamensis включён в состав рода Ceroplastes Gray, 1828 (триба Ceroplastini) вместе с видами Ceroplastes brevicauda, Ceroplastes toddaliae, Ceroplastes uapacae, Ceroplastes ajmerensis, Ceroplastes longicauda, Ceroplastes royenae, и другими.